# Neblinanthera cumbrensis
Neblinanthera cumbrensis är en tvåhjärtbladig växtart som beskrevs av John Julius Wurdack. Neblinanthera cumbrensis ingår i släktet Neblinanthera och familjen Melastomataceae. Inga underarter finns listade i Catalogue of Life.